# Oxypleurus nodieri
Oxypleurus nodieri là một loài bọ cánh cứng trong họ Cerambycidae.